# Рихеза Польская
Рихеза Польская, Рыкса (пол. Ryksa Bolesławówna, швед. Rikissa Boleslavsdotter av Polen; 1116 — после 25 декабря 1155) — королева Швеции, дочь князя Польши Болеслава III и Саломеи фон Берг.

## Биография
В 1127—1129 годах была выдана замуж за Магнуса Сильного, сына короля Дании Нильса. Магнус претендовал на титул короля Швеции, хотя был избран только гётами и его власть распространялась лишь на Вестергёталанд. Этот брак был заключён с целью создания союза Дании и Польши, объединившихся для борьбы с вендами — союзниками Кнуда Лаварда.
Убийство Кнуда Лаварда послужило поводом к гражданской войне в Дании, в которой сторонники короля потерпели поражение. После гибели Магнуса в битве у бухты Фотевик Рихеза вместе с сыном Кнудом вероятнее всего вернулась в Польшу, где в 1135/1136 вышла замуж за Володаря Глебовича, принадлежавшего Полоцкой ветви Рюриковичей, будущего князя Минского (1151—59 и 1165—67). Таким образом сформировался союз Болеслава III с полоцкими князьями против Эрика II с наследниками Владимира Мономаха (в частности, с новгородским князем Всеволодом Мстиславичем). Одной из целей нового альянса была поддержка притязаний сына Рихезы и Магнуса на датский престол. Однако после изгнания Всеволода из Новгорода (1136), смерти Эрика II (1137) и Болеслава III (1138) он распался, вместе с ним распался и этот брак.
После отречения Эрика III в 1146/47 Кнуда выбрали королём в Ютландии. В конце 1140-х Рихеза развелась с Володарем, и её следующий брак (после 1143, вероятно в 1147/48) с овдовевшим королём Швеции Сверкером, возможно, был связан с созданием коалиции как раз для поддержки Кнуда.
Согласно некоторым свидетельствам после смерти Сверкера (23 декабря 1155) Рихеза ещё раз вышла замуж, в этот раз за наёмного убийцу.
Дочь Рихезы и Володаря София была впоследствии выдана замуж за сына Кнуда Лаварда короля Дании Вальдемара.
Умерла Рихеза после 25 декабря 1155 вероятно в Кракове.

## Комментарии
1. ↑  Шведская энциклопедия (швед. Nordisk familjebok) указывает 1106 год[3][4], что неверно по умолчанию, поскольку второй брак Болеслава III Кривоустого и Саломеи фон Берг был заключен в 1113 году. Источники, доступные в Сети, приводят правильную дату 1116[5][6][7][неавторитетный источник].